# Chapelle Saint-Nicolas de Neuwiller-lès-Saverne
Pour les articles homonymes, voir Chapelle Saint-Nicolas.
La chapelle Saint-Nicolas est une ancienne chapelle, dont les vestiges sont monument historique, située à Neuwiller-lès-Saverne, dans le département français du Bas-Rhin.

## Localisation
Les vestiges de la chapelle sont situés cour du Chapitre à Neuwiller-lès-Saverne.

## Historique
Les restes de l'édifice font l'objet d'une inscription au titre des monuments historiques depuis 1989.

## Architecture
La chapelle, révélée par des fouilles archéologiques menées en 1987-1988, a révélé un sanctuaire du XIe siècle. 
La totalité des vestiges, y compris le sol a fait l'objet d'une inscription sur l'inventaire supplémentaire des monuments historiques, par arrêté du 18 octobre 1989.